# Ando Daisuke
Ando Daisuke (sinh ngày 18 tháng 7 năm 1991) là một cầu thủ bóng đá người Nhật Bản.

## Sự nghiệp câu lạc bộ
Ando Daisuke hiện đang chơi cho Fujieda MYFC.